# 大向う
大向う（大向こう、おおむこう）とは、
1. 芝居小屋の向う桟敷の後方、舞台から最も遠い客席のこと（歌舞伎座では、構造上3階B席から幕見席あたりを指すものとして理解されている）。またそこに坐る客を指す隠語・通言。主として歌舞伎で用いられ、安価な席にたびたび通ってくる見巧者の客を指す。「大向うを唸らせる」といえば、そういった芝居通をも感心させるほどの名演であることを意味する。
2. 1から転じて、大向うに坐った客が掛ける声、またそれを掛ける客のこと。主に歌舞伎の用語。本項で詳述。

歌舞伎では劇の雰囲気を盛り上げるために、大向うから声が掛かる。歌舞伎の中には、俳優が大向うの掛け声を巧く利用した演出がいつしか定着し、その掛け声がないと進行できないような舞踊もある。
劇場は、声を掛ける者の一部に、掛け声の会に所属することを条件に木戸御免（きどごめん：芝居などに料金を払わず入れること）の許可証を発行している。しかしながら、一般の人の掛け声もしばしば聞かれる。なお、本来「大向う」とは舞台から見た「向う」側であり、「お客様は神様」という発想から偉いという意味の「大」をつけた役者側から見た尊敬語なので、声を掛ける者が「私、大向うをやります」などと言うのは誤った用法である。

## 決まり
歌舞伎はその歴史的経緯から庶民的娯楽の側面が強く、常識の範疇でマナーを守れば本来、あまり緊張し肩肘はって観劇する必要はない。しかし、掛け声は上演中に観客から声を発する行為であり無制限に行えば雑音となるため、不文律として以下に挙げられる決まりごとが言われることが多い。絶対的なものではないにせよ、これらも一種の観劇マナーと考えられる。
誰がやるか
決まりを守って声を掛けるならば、男性ならば誰がやってもよい。声を掛ける団体に所属する必要はない。
場所劇場の後方に陣取る。「安いから」「天井に近く、声が天井に反射してとても通りやすいから」という理由である。反対に、桟敷席や1階席から声をかけるのはご法度とされる。他の見物の邪魔になるからである。前方の座席から声がかかると、後方の客はのけものになったような気になってしまう。
タイミング狂言によってさまざまなポイントがあるが、「面張り（とくに揚幕）」「引っ込み」「見得（ツケが入る）」「幕切れの柝頭」にかけるのが一般的である。原則として舞台が無音のときに掛ける。
性別男性が掛けるのが一般的である。女性が声を掛けてはいけない（超歌舞伎を除く）。
声よく通る声やわかりやすい声がよい。掛け声だとはっきりわかる声で掛けなければならない。声の大きな独り言のようであってはならない。

## 掛け声
役者に対する掛け声には、以下の種類がある。

### 屋号
これが基本。そもそも歌舞伎役者は姓名ではなく屋号で呼びかけるのが礼儀（「市川さん」｢團十郎さん」ではなく、｢成田屋さん」と呼ぶ）。
- 成田屋！（十二代目市川團十郎）
- 音羽屋！（七代目尾上菊五郎）
- 澤瀉屋！（三代目市川猿之助）
- 中村屋！（十八代目中村勘三郎）
- 紀伊国屋！（九代目澤村宗十郎）

屋号の詳細については「歌舞伎役者の屋号一覧」の項を参照。

### 屋号に接頭辞をつけ「屋」を落とす
｢大」（おお）： その屋号を代表する長老や看板役者に対して
- 大播磨！（初代中村吉右衛門、播磨屋）
- 大成駒！（六代目中村歌右衛門、成駒屋）
- 大松嶋！（十三代目片岡仁左衛門、松嶋屋）

ただし「大」は成田屋・音羽屋・中村屋・紀伊国屋などには決してつかない。
｢若」（わか）： その屋号の次世代の代表格に対して
- 若天王！（五代目中村富十郎の長男中村鷹之資、天王寺屋）

｢豆」（まめ）： その屋号の次世代の代表格でまだ成人に達していない者に対して
- 豆松嶋！（片岡孝太郎の長男片岡千之助、松嶋屋）

｢名の一字」： 名の一つ目の文字を接頭辞とするバリエーション
- 又播磨！（二代目中村又五郎、播磨屋）

### 役者の自宅の町名
その役者が、近親以外で同じ屋号の格上の役者と同じ舞台に立つときには、屋号を用いないで町名で掛ける。
- 永田町！（六代目尾上梅幸）
- 紀尾井町！（二代目尾上松緑）
- 弁慶橋！（二代目尾上松緑）
- 神谷町！（七代目中村芝翫）

### 〜代目
累代伝来のお家芸や時代物ではこれがよくでる。襲名披露興行やその後しばらくの舞台では特にこれが掛かることが多い。
- 十二代目！（十二代目市川團十郎）
- 七代目！（七代目尾上菊五郎）

ただし歌舞伎の世界では通常「九代目」といえば九代目市川團十郎のことを、「六代目」といえば六代目尾上菊五郎のことを指すので、「九代目」「六代目」という声が掛かることはまずない。

### 役者の異名
- 大統領！（二代目市川左團次、翻訳劇に積極的に取り組んだため）
- 大時計！（六代目坂東彦三郎、趣味の時計蒐集が有名だったため）
- 銀行員！（五代目市川三升、サラリーマンから転職して市川宗家を継いだため）
- 校長先生！（六代目尾上菊五郎、日本俳優学校の校長だったため）

ただし他の舞台で演じた役名は用いない。「ラマンチャ」（九代目松本幸四郎）とか「鬼平」（二代目中村吉右衛門）などとは決して掛けないのが礼儀。

### 役者の姓
一座のほぼ全員が同じ屋号をもつ場合、上記 3 で役者の住所が不明な場合、前進座の役者で歌舞伎の名跡を得ていない場合などにこれが出る。新派では歌舞伎名跡があっても姓で掛けることが多い。
- 長谷川！（長谷川一夫、松竹離脱事件をきっかけに歌舞伎の名跡「林長二郎」を成駒屋に返上したため）
- 水谷！（二代目水谷八重子）

### 汎用句的な掛け声
だれにでも用いることができる。
- 日本一！
- 待ってました！
- ご両人！

### 大向うからのメッセージ
- たっぷり！ / たっぷりと！（＝「存分に楽しませてくれ」）
- お父さんそっくり！ / 〜代目そっくり！（名人として知られた故人の当たり役に若い当代が挑む場合などでは応援の掛け声となるが、通常は「独自性に乏しい」という批判的な掛け声）
- よくできました！（＝「期待どおり」）
- 大根！ / へたくそ！（今ではこうした厳しい声はまず掛からないが、戦前までは日常的だったとされる。）

### 発音の短縮
江戸っ子は気が短く、言葉の短縮を好んだ。江戸の芝居見物の掛け声も、前半部を省略して、二音節で言い切る。ただし東京（江戸）以外ではこうした短縮はしない。
- タヤッ！（「成田屋！」）
- トヮヤッ！（「音羽屋！」）
- トヤッ！（「大和屋！」）
- シマヤッ！（「松嶋屋！」または「高嶋屋！」）
- ムラヤッ！（「中村屋！」）

### 役者以外への掛け声
役者以外には、まれに浄瑠璃や長唄の演者に掛かることがある。その演者の得意な演目に際し、期待をこめて掛ける事が多い（『菅原伝授手習鑑・寺子屋』の「いろは送り」の前など）。
裏方である大道具を特に称える掛け声もある。単に「大道具！」と掛かることもあるが、江戸の芝居の大道具は代々「長谷川勘兵衛」が受け持っていたので、その姓をとって「長谷川！」と掛けることが多い。『東海道四谷怪談』の仕掛けは十一代目長谷川勘兵衛が独自に考案した極めて独創性の高い装置であることから、この演目では「長谷川！」が掛かることが特に多い。
なお松竹離脱後の長谷川一夫にも「長谷川！」という声が掛かったので、本人は当惑したという逸話も残っている。
また、NTTの協賛・技術協力で行われる超歌舞伎においては、NTTの技術力への称賛として「電話屋！」という声がかけられる。

## 大向うが不可欠な狂言
演目によっては舞台の色を添える脇役的なものではなく、大向うが必要不可欠である。それが「お祭」という舞踊である。シンをとる役者が粋な祭り姿の鳶頭を務める。始めは、大勢の共演者が賑やかに踊り、盛り上がったところで主演役者が現れる。
（大向う）「待ってました！」
（鳶頭）「待っていたとはありがてえ」
この狂言は、大病を患い長期休養した役者の復帰狂言として使われることが多い。芝居への復帰を「待っていた」をかけているわけである。

## チャリ
笑いをとりに行く掛け声をチャリという。チャリを入れて悪ウケを誘い舞台を壊すことが多いため原則的には行わない方がよい。しかし、稀に場の雰囲気を壊さない範囲でのチャリ掛けから、観客が却って引き込まれ盛り上がる場合もある。またチャリの笑いのエネルギーを、おかしみのある芝居では役者が引き継いで盛り上げる場合もある。
例1　身替座禅で、浮気相手の「花子が許へ..」と満面の笑みを浮かべたときに
（大向う）「いってらっしゃい！」
で、戻って揚幕が上がると
（大向う）「おかえりなさい！」
例2　石切梶原で、刀で巨大な石（の手水鉢）を一瞬のうちに真っ二つに切り
（梢）「あれもしとっつあん」
（梶原）「剣も剣！」
（六郎太夫）「切り手も切り手！」
（大向う）「役者も役者！」
このあたりは上手にやれば良い方であると思われる。
例3　いろいろな芝居で
（役者A）「サァ、」
（役者B）「サァ、」
（役者A、役者B）「サァ、サァ、サァサァサァサァ！」（くり上げ）
（大向う）「サァどうする！？」
例4　劇中の役者がたまたま実際の親子で、その二人が抱き合って感涙に咽ぶとても感動的なシーン。涙を誘うばかりの決定的な場面で
（大向う）「親子円満！」
このあたりになると芝居を完全に壊し顰蹙を買うと思われる。
基本的に芸能であるので、絶対的な価値観というものは存在しないが、掛け声を聞きに観劇料を払ってきている客はいないので、場を白けさせぬよう大向うは強く自律すべき点である。
元NHKアナウンサーの山川静夫は、このような声を掛けたことで知られている。大播磨の河内山で、密かに小判を手にしてあたりを不安げに見回す場面で
（山川静夫）「誰も見てない！」
（見物客）「わはははははは」（舞台と関係ない笑い。舞台はもうどうでもよくなっている）
偶然にもこの日はNHKの収録の当日で、この山川の活躍の一部始終はNHKレコードライブラリーの中に保存されている。そのため、このあと、大播磨は絶妙な間合いで笑いが引くのをまってから、悪徳坊主の面白みをチャリの笑いから引き継ぎ、観客を魅了する名人芸で見事に演じきる様を、現代でも聞くことができる。舞台を壊しかけたチャリ掛けを役者が救った例と言える。「名人、大播磨なら大丈夫」とばかりに山川がやったとしたならなかなかに巧いとも言えるが、あくまで結果論であろう。

## 組織
劇場公認の会を結成している大向うたちもいる。東京だけで3組ある。木戸御免といい、無料で歌舞伎を観劇できる。但し無料である事から、原則「立見」という規則があり、例えば歌舞伎座の場合には、実質4階にあたる一幕見席の壁際、あるいは3階A席と3階B席を隔てる通路壁際が定位置となる。
- 寿会
- 弥生会
- 声友会

中部には
- 八栄会

関西には
- 初音会

博多には
- 飛梅会